# Haager Kodifikationskonferenz
Die Haager Kodifikationskonferenz fand vom 13. März bis 12. April 1930 in Den Haag statt. Dort sollte eine Kodifikation des Völkerrechts bezüglich der drei Themenblöcke Staatsangehörigkeit, Hoheitsgewässer und staatliche Verantwortung bei Schädigung ausländischer Personen bzw. deren Vermögen erstellt werden.

## Entstehung und Vorbereitung
Der Völkerbund hatte 1924 eine Expertenkommission zur Fortentwicklung der Kodifikation des internationalen Rechts eingerichtet. Nachdem drei Themen für eine erste Kodifikationskonferenz empfohlen worden waren, wurde eine Vorbereitungskommission bestehend aus Jules Basdevant (Frankreich), Carlos Castro Ruiz (Chile), Jean Pierre Adrien François (Niederlande), Cecil Hurst (Vereinigtes Königreich) und Massimo Pilotti (Italien)  gebildet, die Fragen und Positionen der Staaten je Thema als Diskussionsgrundlage in sogenannten Braunbüchern sammelten. Die Harvard University (Manley Ottmer Hudson) wirkte mit umfangreichen Studien an der Meinungsfindung mit.
Die Konferenz hatte ambitionierte Ziele, war aber gleichzeitig nur mangelhaft vorbereitet und fand zeitlich nach den Verträgen von Locarno und während der Weltwirtschaftskrise in einer politisch angespannten Lage statt.

## Ergebnis
Verabschiedet wurde am 12. April das Haager Übereinkommen über bestimmte Fragen der Kollision von Staatsangehörigkeitsgesetzen.  Darin wurde versucht die Entstehung der Staatenlosigkeit zu verhindern. Zum Staatsangehörigkeitswechsel der Frau bei binationaler Ehe bzw. Scheidung derselben sollte die Einbürgerung nur mit Zustimmung der Frau und die Rückbürgerung nur auf Antrag der Frau erfolgen.
Für die anderen beiden Themenblöcke konnten keine mehrheitsfähigen Konventionen erarbeitet werden und der Konferenzausgang wurde daher zeitgenössisch stark kritisiert.
Die Arbeitsergebnisse zum Seerecht gingen größtenteils in die Ausarbeitung der Völkerrechtskommission und die Genfer Seerechtskonventionen von 1958 (United Nations Convention on the Law of the Sea, UNCLOS I) ein. Die relativ schwachen Arbeitsergebnisse zur Staatenverantwortlichkeit ebneten den Weg zur Entwicklung der Draft Articles on Responsibility of States for Internationally Wrongful Acts, die mittlerweile Völkergewohnheitsrecht darstellen.

## Weblink
- Convention on Certain Questions Relating to the Conflict of Nationality Laws (engl.)